# Naturreservatet Strunjan

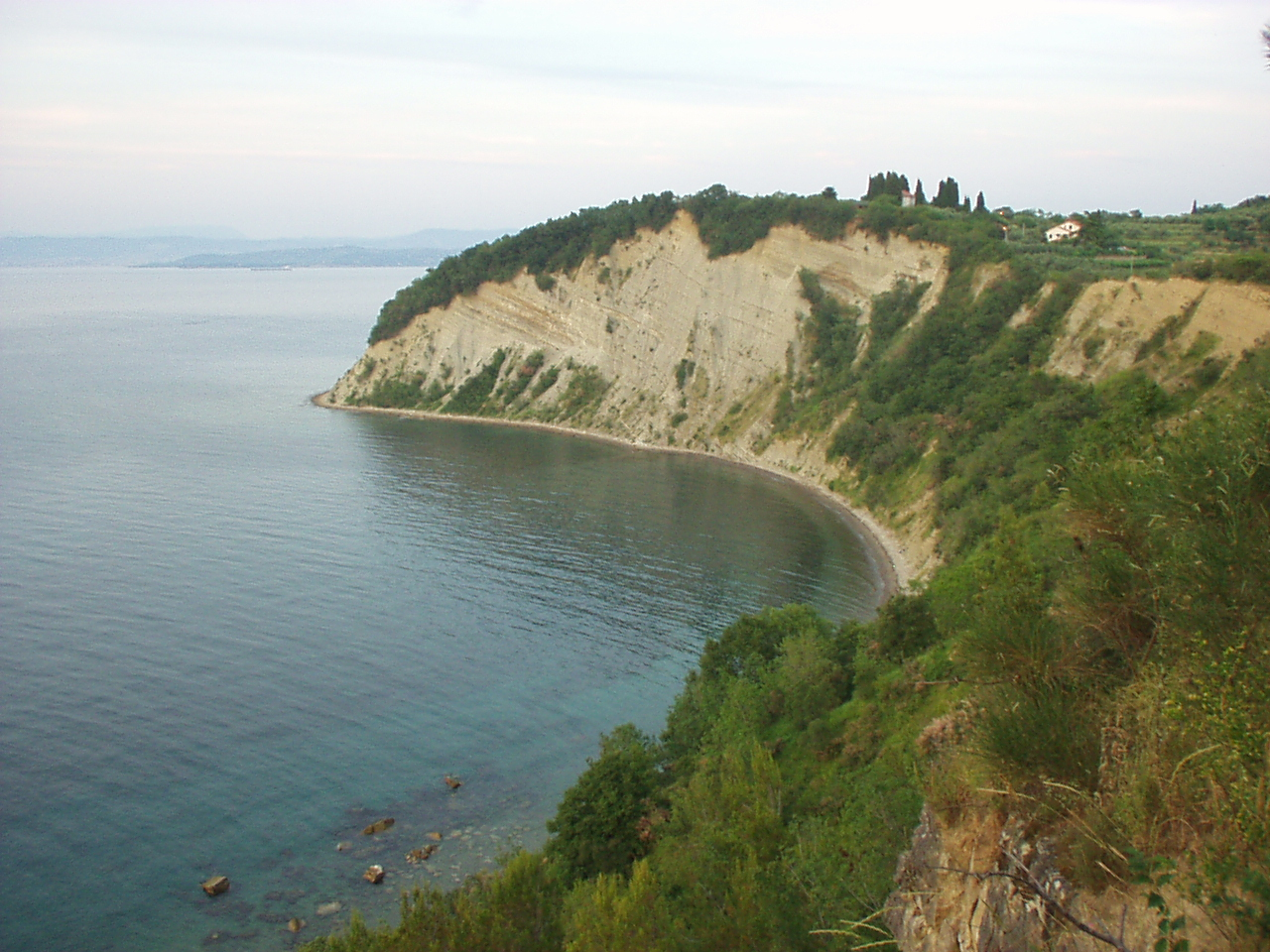
Strunjan

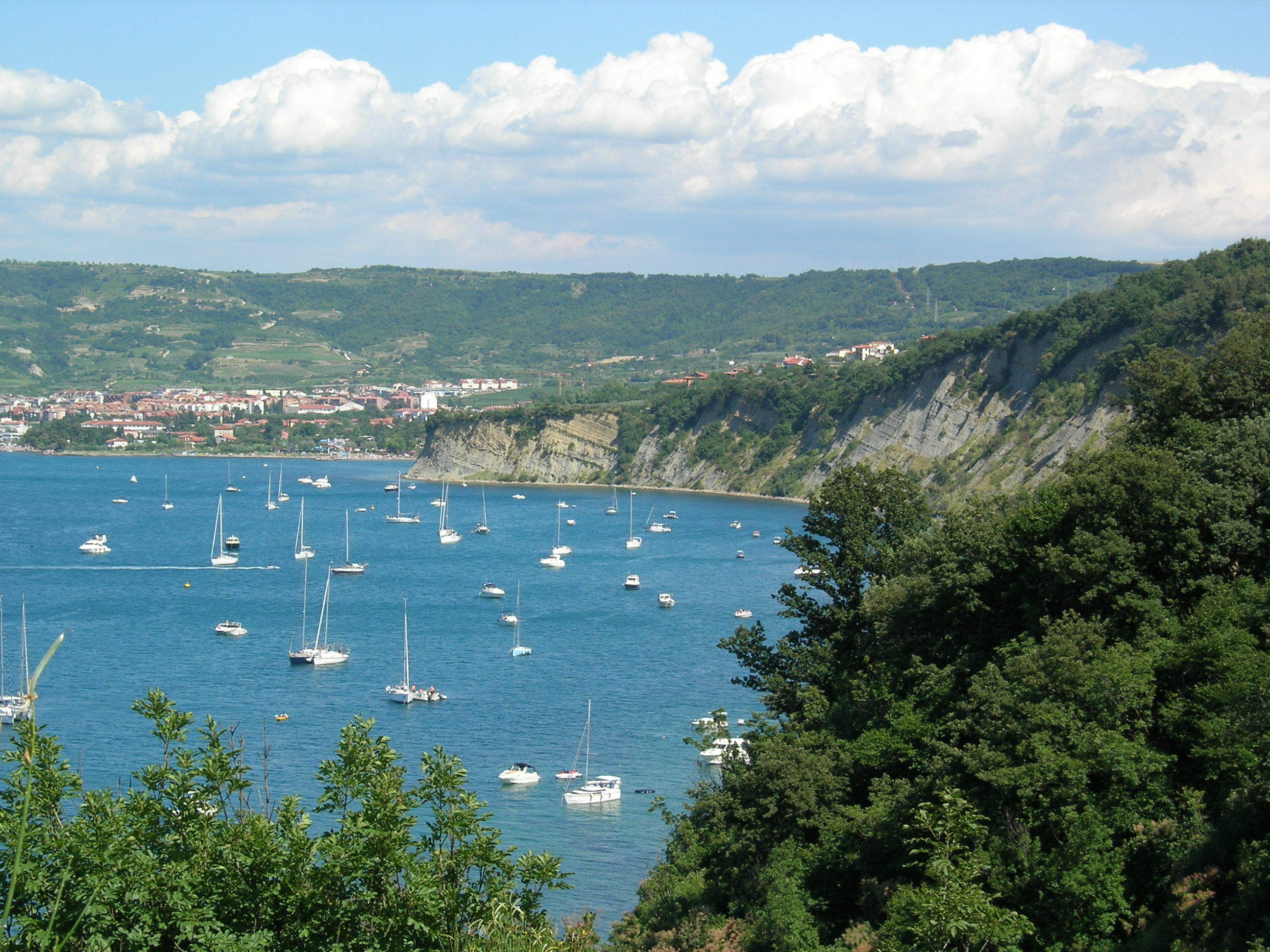
Strunjan

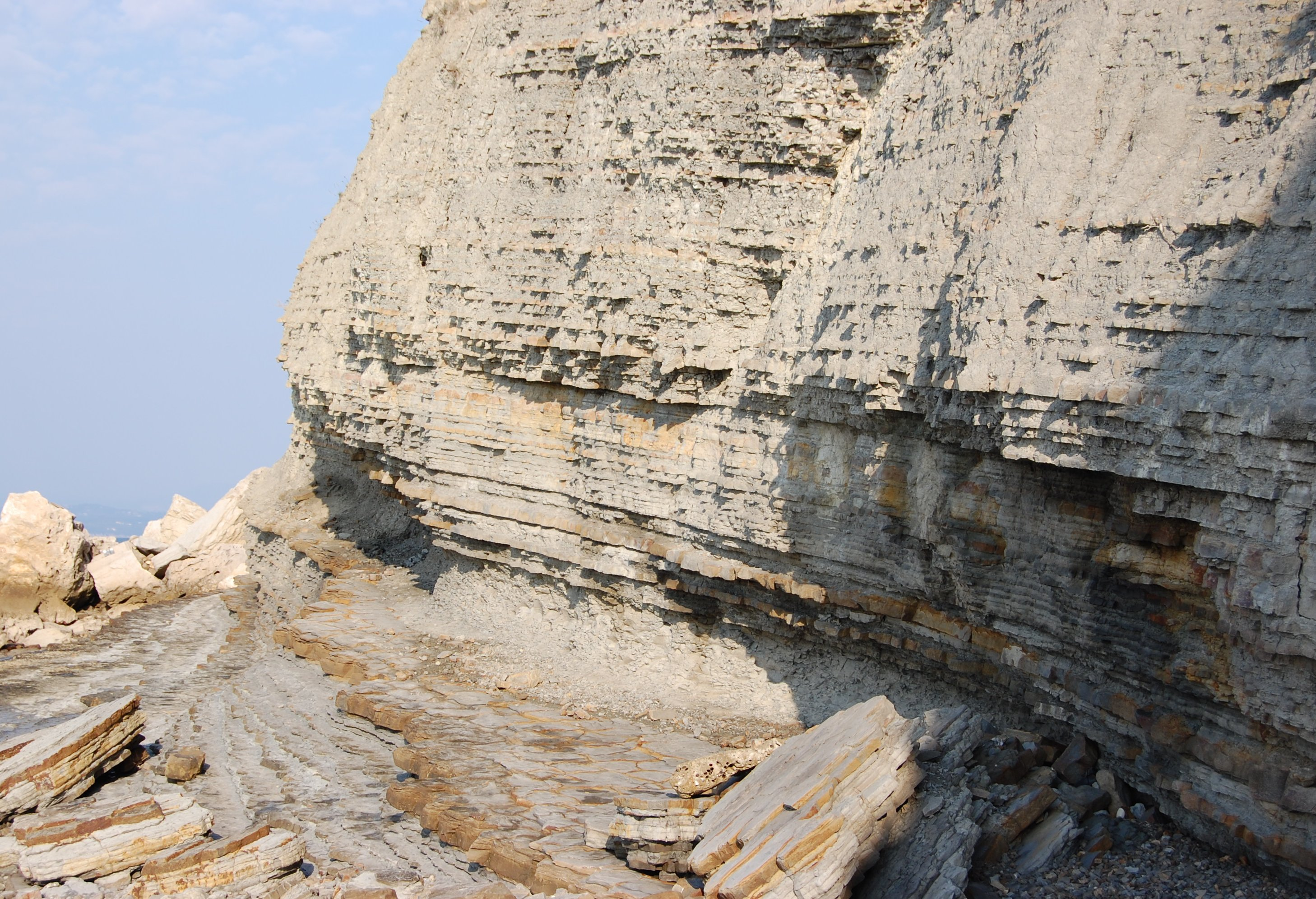
Strunjan

Naturreservatet Strunjan är ett naturreservat i Slovenien, är en del av Strunjan naturpark, belägen på Strunjanhalvön vid den slovenska kusten, mellan kuststäderna Izola och Piran. Området blev skyddat 1990 på grund av dess geologiska och geomorfologiska egenskaper. Naturreservatet omfattar 160 hektar. Det är den längsta delen av den oförstörda kustlinjen i hela Triestebukten.

## Geologi
Strunjanklippan är den största och högsta kustnära vallen av flysch, (en typ av sedimentär bergart) på Adriatiska kusten. Den unika vallen är hela 80 meter hög och 4 kilometer lång. Regn, vind och havsvatten gör att klippformationerna ändras kontinuerligt.

## Saltutvinning
Under Republiken Venedigs tid var det mycket rena och vita saltet en viktig handelsvara och utvinns fortfarande på det traditionella sättet med saliner. Havet producerar salt, men det är också hem för sällsynta växter och djur, som är anpassade till den saltindränkta marken.

## Lagunen Stjuža
Lagunen Stjuža är den enda slovenska havslagunen. Den är viktig för vattenfåglar som behöver föda, skydd och boplatser.

## Frukt- och grönsaksodling
Vid början av 1900-talet var Strunjan speciellt känt för odling av frukt och grönsaker, som skeppades över till Trieste.

## Turism
Det finns vandringsleder kring naturreservatet. Strunjan har en rik medelhavsvegetation med bland annat doftande pinje och cederträd. Klimatet anses som speciellt milt och hälsosamt tack vare sina saltbassänger.